# Абай (Толебийский район)
Абай (каз. Абай) — село в Толебийском районе Туркестанской области Казахстана. Административный центр Кемекалганского сельского округа. Код КАТО — 515846100.

## Население
В 1999 году население села составляло 2447 человек (1246 мужчин и 1201 женщина). По данным переписи 2009 года, в селе проживало 1529 человек (783 мужчины и 746 женщин).